# Absolución por el beneficio de la duda
La absolución por el beneficio de la duda es una sentencia judicial penal absolutoria fundada en la falta de plena prueba sobre la culpabilidad del imputado.
Así, por ejemplo, de acuerdo al artículo 340 del Código Procesal Penal de Chile,  "Nadie podrá ser condenado por delito sino cuando el tribunal que lo juzgare adquiriere, más allá de toda duda razonable, la convicción de que realmente se hubiere cometido el hecho punible objeto de la acusación y que en él hubiere correspondido al acusado una participación culpable y penada por la ley."
Asimismo, de acuerdo al artículo 132 del Código del Proceso Penal de Uruguay, no se podrá dictar sentencia condenatoria sin que obre en el proceso plena prueba, de la que resulte racionalmente la certeza del delito y de la responsabilidad del imputado. El inciso segundo de dicho artículo agrega que en caso de duda deberá absolverse al imputado.
El beneficio de la duda es un principio arraigado en la civilización occidental, derivado de la presunción de inocencia establecida por la Declaración de los Derechos del Hombre y del Ciudadano aprobada por la Asamblea Nacional Constituyente francesa el 26 de agosto de 1789, uno de los documentos fundamentales de la Revolución francesa que define los derechos personales y colectivos como universales.
En el derecho penal moderno para condenar a una persona no basta con que el juez sepa que es culpable de un delito. Sólo la podrá condenar si puede probar -más allá de toda duda razonable- que fue quien cometió dicho delito. 
La absolución por el beneficio de la duda no implica afirmar que el imputado no es autor del hecho principal objeto de acusación, lo que sería una manera de que el hecho no existiera con respecto a él. Consecuentemente, una sentencia penal absolutoria en aplicación del beneficio de la duda no tiene efectos sobre una eventual sentencia civil y no impide a un juez civil valorar nuevamente los hechos y determinar una eventual responsabilidad civil. A diferencia de la sentencia penal, la civil se funda en la teoría del riesgo creado, cuyo punto de partida es el factor de atribución objetivo, inverso al de la sentencia penal.